# Пахотин, Александр Иосифович

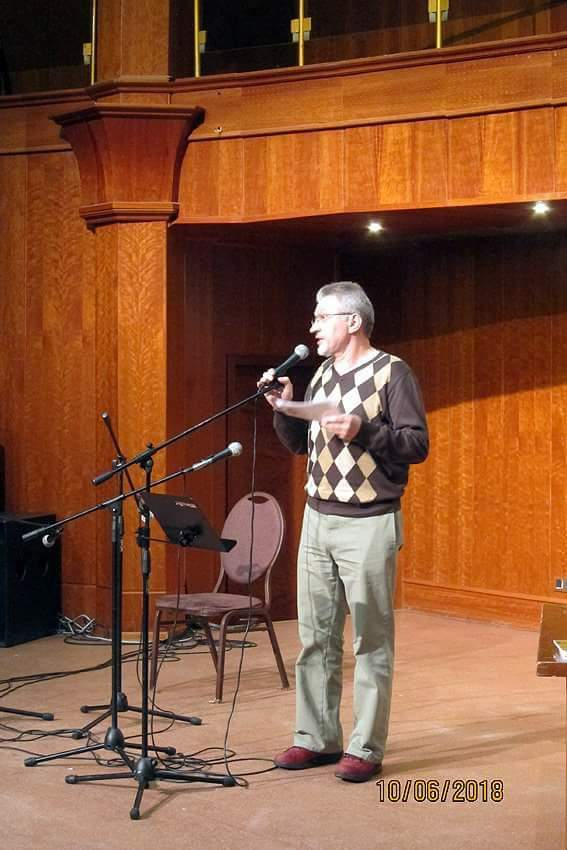

Александр Иосифович Пахотин (21 апреля 1955 — 29 сентября 2024) — профессиональный переводчик, филолог и педагог, автор учебных и справочных пособий и словарей, поэт, прозаик, драматург. Член Союза переводчиков России.

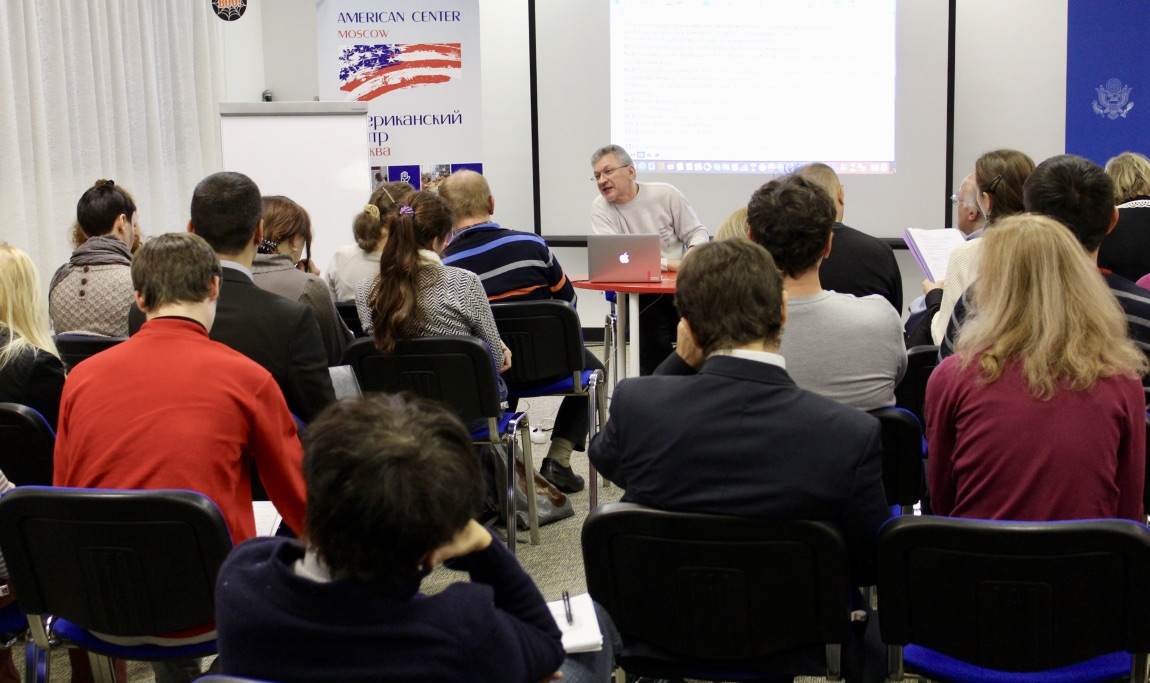

## Биография
Александр Пахотин родился 21 апреля 1955 года в Магаданской области в многодетной семье (был пятым ребенком) и прожил там до середины 1960-х. Затем семья переехала в Тюменскую область, где Александр окончил среднюю школу, а затем поступил в Тюменский государственный университет. В 1977 году Александр окончил английское отделение факультета Роман-германской филологии университета. Отслужил в армии. По возвращении в 1979 году преподавал английский язык на своём факультете в Тюменском государственном университете.
В дальнейшем Александр увлекся литературным переводом. Его первый перевод повести-притчи Пола Галлико «Белый гусь» был опубликован в еженедельнике «Литературная Россия» в августе 1983 года. Эта публикация оказалась не только первым опубликованным переводом А. Пахотина, но и первым русским переводом знаменитого произведения П. Гэллико. Александр был также среди первых переводчиков всемирно известной повести-сказки Джорджа Оруэлла Animal Farm на русский язык (его перевод этого произведения был опубликован в 1988 году в газете «Тюменский комсомолец»).
С тех пор Александр Пахотин перевёл на русский язык несколько десятков художественных произведений англоязычных авторов, среди которых Ирвин Шоу, Деймон Раньон, Питер Чейни, Агата Кристи, Уильям Сароян, Саки (Г. Х. Монро), Пол Галлико, Джордж Оруэлл, Реймонд Чандлер, Эрл Стэнли Гарднер, А. Лентини, У. Кларк, A. Дэвидсон, Дороти Джонсон, Джон Кольер, Филип Фармер, Стивен Ликок, Дэвид Моррелл, Х. Иннес, Эд Макбейн, Роберт Хайнлайн и многие другие авторы. Первый полный перевод на русский язык всемирно известного романа «Гражданин Галактики» Роберта Хайнлайна тоже был сделан А. Пахотиным (в соавторстве с А. Шаровым) (смотрите списки переводов отдельных книг, книг-сборников, публикаций в значимой периодике).
Несколько лет в середине 90-х А. Пахотин проживал за границей, где преподавал английский, переводил, писал пособия и словари для изучающих английский. Вернувшись в Россию, А. И. Пахотин преподавал английский язык в Московском институте лингвистики. Параллельно с литературным переводом, начал писать различные учебные материалы для изучающих и преподающих английский. В 2001 году был членом редколлегии журнала для изучающих английский Speak Out. А. Пахотин обладает собственной методикой преподавания английского языка (так называемый «Системный подход»). В 2002 году основал серию «Живой Английский», для которой создал множество учебных и справочных пособий и словарей для изучающих и преподающих английский язык.
Самыми заметными филологическими трудами серии стали составленные А. Пахотиным "Словарь-справочник исключений и «трудных» слов английского языка = The dictionary of common English exceptions and «tough» words — ISBN 5-7651-0035-X, "Англо-русский, русско-английский словарь-справочник: правила чтения, исключения, «трудные слова» — ISBN 978-5-98035-015-4 и "Англо-русский, русско-английский толковый словарь обманчивых слов («ложных друзей)» — ISBN 5-98035-022-2. Последний (содержащий около двух тысяч слов) явился серьёзным вкладом в лингвистику, так как заполнил образовавшуюся с 1969 года (тогда вышло в свет последнее издание "Англо-русского и русско-английского словаря «ложных друзей переводчика» под редакцией В. В. Акуленко) «брешь» в области исследования феномена ложных друзей переводчика. Александр Пахотин является единственным лингвистом в России, который в этот период составил три (в 2003, 2006 и 2011 гг) популярных англо-русских, русско-английских словаря по теме ложные друзья переводчика.
Жил в Москве. Помимо работы над серией «Живой Английский» он проводил мастер-классы, читал лекции, писал различные статьи и материалы под своим именем и под псевдонимами А. Доков, А. Элджен, А. Анин, James Ford, P. Cox, P. Alios. (Смотрите Список учебных и справочных изданий).

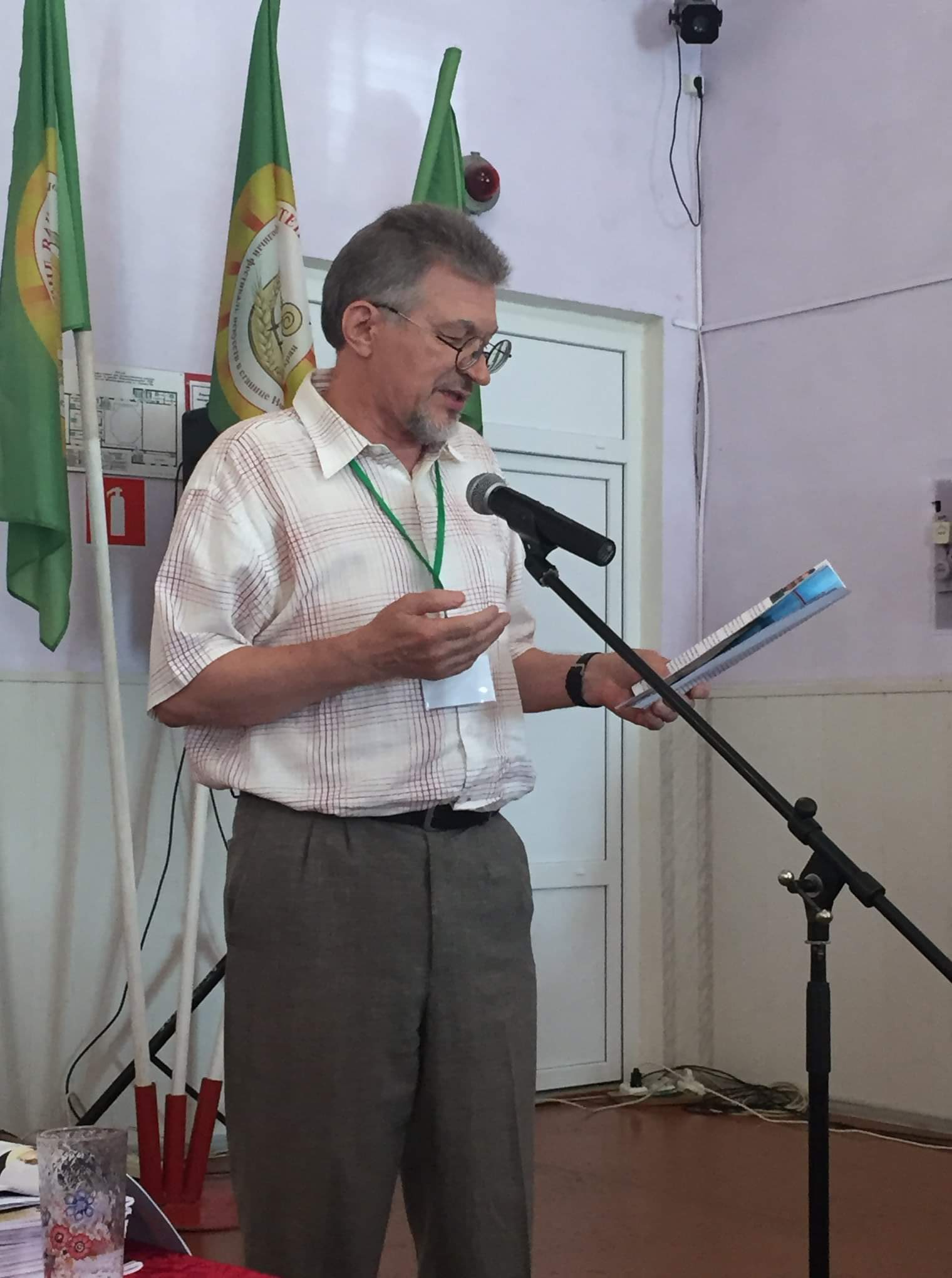

Интересной ветвью литературной деятельности Александра Пахотина явилось его авторское творчество в жанре прозы, поэзии и, в частности, юмористической поэзии. Под псевдонимом «Алекс Доков» его «Лингвистические забавы (доковки)» впервые были опубликованы в юмористической подборке в коллективном сборнике Союза переводчиков России «Столпотворение» № 11-12 (сдвоенный номер), Москва, 2006 год. Подборка стихов для детей в литературно-художественном альманахе «Степная лира». 2017. Книга фантастической прозы "Агент «М», 2018 год. Юмористическая подборка в коллективном юбилейном (30 лет) сборнике «Смешно подумать» от Московского клуба юмористов и сатириков «Чёртова Дюжина», 2019 год.
В сентябре 2020 года награждён премией «Степная лира» за активную переводческую и преподавательскую деятельность, а также за создание " Англо-русского, русско-английского Толкового словаря обманчивых слов («ложных друзей)» с вручением знака лауреата.
Умер 29 сентября 2024 года в возрасте 69 лет в Москве после тяжёлой болезни.

## Отдельные книги авторов в переводах А. Пахотина
1. Эрл Стэнли Гарднер «Дело небрежной нимфы» — М:, Изд. полит. литерат. , 1991. — 80 с. — 200000 экз. ISBN 5-250-01702-9[1].
2. «Катастрофа» Сборник повестей: Пол Гэллико «Посейдон»; Хэммонд Иннес «Троянский конь». Издательство «Паритет» (МПП «Искра»), 1991. 50000 экз.
3. «Охота на Полицейских» Сборник повестей: Эд Макбейн «Охота на полицейских»; Джеймс Миллс «Доклад комиссару полиции»; Питер Чейни «Дело Трэвиса»; Рэймонд Чандлер «Король в жёлтом». ISBN 5-7525-0449-X. Издательство «Паритет» (МПП «Искра»), 1992. 50000 экз.
4. Джозеф Дилейни «Ошибка Ведьмака» ISBN 978-5-699-74527-2, повесть, Москва: Эксмо, 2014.
5. Пол Гэллико «Посейдон», ISBN 5-85500-231-4, Калининград, 1992, роман, Тираж: 50000 экз. (в соавторстве).
6. Хэнк Дженсон «Посредник» Свердловск: ТМ КВН УПИ, 1990 г. Тираж: 100 000 экз.

## Книги-сборники, включающие литературные переводы А. Пахотина
1. Рэмбо. Зарубежный детектив. Приключения (сборник) Тула 1991. ISBN 5-265-02674-6.
2. Рэмбо II зарубежный детектив. Приключения (сборник выпуск 2). НПО «Арктоус» Тула 1992 год. ISBN 5-85267-001-4.
3. Сборник Эрл Стэнли Гарднер «Дело очаровательного призрака» детективные повести и роман. ISBN 5-235-01206-2. Изд-во «Молодая гвардия», 1990.
4. Сборник Э. Гарднер «АДВОКАТ ПЕРРИ МЕЙСОН» «Дело небрежной нимфы»; «Русская тройка», Москва 1990.
5. Сборник «Фатум», ISBN 5-88195-050-X. Издательский центр «Эль-Фа» Нальчик, 1994.
6. Сборник «Фатум», ISBN 5-88195-028-3. Издательский центр «Эль-Фа» Нальчик, 1993.
7. Сборник «Звезды сыска», ISBN 5-7070-0026-7. Изд-во ИМА-пресс, 1991.
8. Сборник Агата Кристи «Родосский треугольник», Антология мировой фантастики и приключений. ISBN 5-255-00461-8. Москва, Профиздат, СП «СОВАМИНКО», Атентство «КОМПЬЮТЕР ПРЕСС». 1990.

## Публикации литературных переводов в значимой периодике
1. Ирвин Шоу «Главный свидетель». Рассказ.Смена (журнал) № 3, 1985)
2. Ирвин Шоу «Вдовы». Рассказ. Огонек (журнал) № 24, 1986).
3. Р. Матесон «Какое бесстыдство». Рассказ (в соавторстве). Юный техник (журнал)
4. «Зеленые чернила». «Горизонт» (Денвер, США).
5. Эрл Стэнли Гарднер «Дело небрежной нимфы». Искатель № 2, 1989.
6. Реймонд Чандлер «Король в жёлтом». Искатель № 5, 1990.
7. Э. Б. Уайт «Приятель». Искатель № 4 1993.
8. Аврам Дэвидсон «Безумный снайпер». Совершенно секретно (газета). № 8, 1999.
9. Д. Раньон «Шутник Джо». Совершенно секретно, № 5 (132), 2000.
10. Сборник «Пушкин в Британии», 5-й юбилейный международный фестиваль русской поэзии и культуры, 18-22 октября 2007, Ковент-Гарден, Издательство APIA. Перевод стихов Андрея Ховрина стр. 200—209.

## В газете «Литературная Россия»
1. Пол Галлико «Белый гусь». Рассказ-быль. 1983.
2. Уильям Сароян «Юная леди из города Перт». Рассказ. № 49, 1984.
3. Саки (писатель) «Тобермори». Рассказ. № 3, 1984.
4. У. Стил «Шаги». Рассказ. № 15, 1985.
5. Ральф Эллисон «Королевский бой». Рассказ. № 51, 1986.
6. Д. Раньон «Тобиас Ужасный». Рассказ. № 22, 1987.
7. Джеймс Йафф «Обед с инспектором Милнером, или как мы сватали маму». Рассказ. № 8, 1988.
8. Д. Джонсон «Человек по прозвищу Лошадь». Рассказ. № 36, 1989.

## Список учебных и справочных изданий
Источник информации — электронные каталоги РНБ и РГБ:
1. «Англо-русский русско-английский словарь грубых слов и выражений». (Под псевдонимом P. Alios), ISBN 963-04-9690-9. Венгрия, Издательство Malex, 1998.
2. Словарь-справочник исключений и «трудных» слов английского языка = The dictionary of common English exceptions and «tough» words / А. И. Пахотин. — М. : Глосса, 2000. — 103 с. ; 21 . — (Spoken English : New series). 4700 экз. — ISBN 5-7651-0035-X
3. Англо-русский, русско-английский словарь исключений, заимствований и «трудных» слов английского языка (с основными правилами чтения) : [В помощь изучающим и преподающим английский] / А. И. Пахотин. — М. : Карева, 2003. — 128 с. — (Новая серия учебных пособий) (Живой английский). — 5000 экз. — ISBN 5-98035-003-9.
4. Всё о модальных глаголах в английском языке. Справочное пособие с упражнениями. — М. : Карева А. К. , 2003. — 64 с. — 5000 экз. — ISBN 5-98035-001-0.
5. Англо-русский, русско-английский словарь мнимых друзей переводчика, ISBN 5-98035-002-0, Москва: Издатель Карева, ISBN 5-98035-002-0, 2003.
6. 112 ответов на ваши вопросы об английском языке : [В помощь изучающим и преподающим англ. ] / Александр Пахотин. — М. : Карева А. К. , 2004. — 159 с. — (Новая серия учебных пособий) (Questions & Answers) (Живой английский). — 3000 экз. — ISBN 5-98035-008-X.
7. Семнадцать акцентов. Варианты разговорного английского = 17 accents. Variants of spoken english : [Пособие по развитию навыков пер. и восприятия на слух уст. речи / Сост.: Н. Хиви, Т. Уильямс ; Новая ред.: А. И. Пахотин]. — М. : Карева, 2004. — 126 с. — (Живой английский) (Слушаем. Читаем. Переводим) (Новая серия учебных пособий). — 3000 экз. — ISBN 5-98035-009-8.
8. Все о модальных глаголах и сослагательном наклонении в английском языке : справ. пособие с упражнениями : в помощь изучающим и преподающим английский / Александр Пахотин. — М. : Карева, 2005. — 127 с. ; 21 . — (Живой английский) (Новая серия учебных пособий). 10000 экз. — ISBN 5-98035-011-X (в обл.).
9. Большой англо-русский, русско-английский словарь мнимых друзей переводчика : [справ. пособие] / Александр Пахотин. — Москва : Издатель А. К. Карева, 2006 (М. : Московская типография N6). — 303 с. — (Живой английский) (Новая серия учебных пособий), с. 296. — 5000 экз. — ISBN 5-98035-012-8.
10. Все о временах в английском языке : [справочное пособие с упражнениями] / Александр Пахотин. — Москва : издатель Карева А. К. , 2006. — 143 с. ; 21 . — (Живой английский = Living english). — 2000 экз. — ISBN 978-5-98035-013-0.
11. Живой английский = Living English : беседы носителей языка (Великобритания) по 19 темам с параллельным русским переводом, контрольными заданиями и ответами : (семь академических часов звучания!!!) / [сост.: А. Бинкс и др. ; новая ред. Александра Пахотина]. — [4-е изд. ]. — Москва: издатель Карева А. К. , 2008. — 263 с. ; 23 . — (Living English) (Новая серия учебных пособий). На обл. подзаг.: Живые беседы носителей языка по 19 темам с параллельным русским переводом, контрольными заданиями и ответами + аудиоприложение (7 академических часов). — 5000 экз. — ISBN 978-5-98035-014-7.
12. Живой английский. New Edition.  Двуязычное пособие с аудиоприложением. Говорят носители языка (Велиеобритпния) по 18 темам (с параллельным русским переводом, контрольными заданиями и ответами). / Составитель А.И. Пахотин. — М.: Живой Английский, 2011.— 400 с. ISBN 978-5-98035-021-5
13. Англо-русский, русско-английский словарь-справочник : правила чтения, исключения, «трудные слова» / Александр Пахотин. — Москва : издатель Карева, 2008. — 15, с. ; 22 . — (Серия «Живой английский» = Living english). Библиогр. в конце кн. — Авт. по эк. — 2000 экз. — ISBN 978-5-98035-015-4.
14. Англо-русский, русско-английский словарь исключений и трудных слов. Справочник: правила чтения английских слов./ Александр Пахотин. — Москва : издатель Карева, 2012. — 124 с. 2000 экз. ISBN 978-5-98035-017-8
15. "Англо-русский, русско-английский Толковый словарь обманчивых слов («ложных друзей)». Москва: Издатель Карева, 2011. — 232 с. 2000 экз. ISBN 978-5-98035-022-2.
16. Dictionary of Rude and Forbidden Words and Expressions (Под псевдонимом P. Alios — Malex, Budapest, 1998. ISBN 9630496909.
17. Колесо. (Под своим именем и под псевдонимом А. Ф. Элджен). Живые рассказы носителей языка: книга для чтения на английском языке / [Новая редакция Пахотин А. И., перевод на русский Пахотин А. И.. Составители: Н. Хиви, А. Ф. Элджен, Р. Робинсон. — М. : Карева, 2005. — 144 с. — 5000 экз. ISBN 5-98035-007-1.
18. «Leksona. Ваш Английский. Survival Course». (Под своим именем и под псевдонимом James Ford). Москва, 2006.
19. «Leksona. Ваш Английский. Progressive Course». (Под своим именем и под псевдонимом James Ford). Москва, 2007.
20. Трёхэтажный английский (Под псевдонимами P. Cox, А. Анин). Москва: ИП Слюсарь С. Ю., 2009. — 72 с. 4000 экз. ISBN 978-598035-014-7

## Использование работ Пахотина А. И. в трудах других авторов
1. Гасек Багумил Генрихович [к. фил. Наук, адъюнкт кафедры русского языка Института славянской филологии Вроцлавского университета, г. Вроцлав (Польша)], Межъязыковая симметрия и асимметрия в переводе (русский и польский языки) // В этой научной работе в качестве науч. источника использован словарь Пахотина А. И Англо-русский, русско-английский словарь мнимых друзей переводчика. М.: Издатель Карева А. К. , 2003. — 128 с.[2]
2. Гикал, Людмила Петровна, Квазиинтернациональная лексика как явление межъязыковой асимметрии: на материале русского, английского и немецкого языков (диссертация на соискание ученой степени к. ф. н. , 2005). Цитаты из диссертации[3]:

…Прежде всего, следует отметить работы В. В. Акуленко, К. Г. М. Готлиба и B. JI. Муравьёва. Ими развиты как основные теоретические положения, касающиеся этой категории слов, так и составлены словари и пособия «ложных друзей переводчика». Но, помимо названных учёных, этой проблемой занимались и многие другие исследователи: Т. А. Левицкая, A. M. Фитерман, В. Н. Крупнов, А. И. Журавлев, С. С. Захаров, В. А. Коростелева, В. В. Дубичинский, Л. И. Борисова, А. И. Пахотин…<…>…Источниками фактического материала послужили главным образом: * новейшие авторитетные лексикографические издания на русском, английском и немецком языках: Англо-русский и русско-английский словарь «ложных друзей переводчика» (составитель В. В. Акуленко); Немецко-русский и русско- немецкий словарь «ложных друзей переводчика» (составитель К. Г. М. Готлиб); Англо-русский и русско-английский словарь мнимых друзей переводчика (составитель А. И. Пахотин)…<…>…

3.	Курбанова Камилла Искандеровна Типологическое описание «Ложных друзей переводчика» при контакте французского, английского и русского языков. АВТОРЕФЕРАТ диссертации на соискание ученой степени кандидата филологических наук. Москва — 2012 
4.	Бабалова Галина Григорьевна «СИСТЕМНО-АСПЕКТУАЛЬНОЕ ФУНКЦИОНИРОВАНИЕ КОМПЬЮТЕРНОЙ ТЕРМИНОЛОГИИ» А В Т О Р Е Ф Е Р А Т диссертации на соискание ученой степени доктора филологических наук Москва 2009 
5.	Томилова, Александра Игоревна «Теоретические и прикладные аспекты явления межъязыковой псевдоэквивалентности» — Екатеринбург, 2011. 
6.	Коротких Юлия 
7.	Беленко, Елена Валерьевна «Концептосфера „продукты питания“ в национальной языковой картине мира» — Челябинск, 2006. 
8.	Бочарова, Ирина Евгеньевна «Формирование переводческих умений у будущих юристов :На примере изучения английского языка» — Саратов, 2005. 
9.	Гребнева, Ольга Вячеславовна «Модальность необходимости в законодательных текстах Европейского Союза :На материале немецкого и английского языков» — Казань, 2004. 
10.	Парастаев, Георгий Николаевич «Лексико-семантические особенности американского политического дискурса» — Москва, 2012. 
11.	Ксения Сергеевна «Вариативность структуры сочетаний согласных на стыках слов в английском языке» — Москва, 2011. 
12.	Кочурова, Юлия Николаевна «Интернационализмы французского происхождения в диахронии и синхронии» — Ижевск, 2010 
13.	Самарская, Светлана Владимировна «Спецкурс делового общения на иностранном языке на ступени бакалавриата в системе высшего профессионального экономического образования: на материале английского языка» — Москва, 2009. 
14.	Сафарова, Алина Григорьевна «Социокультурная динамика качественной газетной прессы Великобритании и США в конце XX — начале XXI века» — Москва, 2004. 
15.	Губина, Наталия Михайловна "Формирование межкультурной компетенции студентов при обучении деловому английскому языку в элективном спецкурсе :Продвинутый уровень, специальность «Мировая экономика» — Москва, 2004. 
16.	Тан Юй Син «Характеристика китайского лексического компонента в современном английском и русском языках :В сопоставительно-переводческом аспекте» — Москва, 2003. 
17.	Груздев, Дмитрий Юрьевич «Электронный корпус текстов как эффективный инструмент переводчика» — Москва, 2013. 
18. Фестиваль педагогических идей «Открытый урок»
Элективный курс «Практика литературного перевода»  Брюханова
Е. А. 

## Прочие публикации на русском языке
1. «Реклама — смотри с улыбкой!». Статья о проблемах рекламы на ТВ. Еженедельная газета «Демократический выбор» № 17 (249), 26 апреля — 2 мая 2001 года.
2. «Идеальный шторм над гнездом кукушки». Статья о проблемах художественного перевода. Москва, «Литературная газета» № 28 (5979), 14-20 июля 2004 года.
3. «Лингвистические забавы (Доковки)». Юмористическая подборка. Под псевдонимом Александр Доков. Коллективный сборник Союза переводчиков России «Столпотворение» № 11-12, Москва, 2006.
4. «Английский с Алексом Пахотиным». Восемнадцать публикаций. Горизонт (газета) (Денвер, США), С февраля 2002.
5. «О цвете». Стихотворение (под псевдонимом А. Доков). Газета «Великая Эпоха» (Электронная версия).
6. "Жизнь и судьба «приемышей» (О судьбе заимствований из английского языка). Статья в журнале Союза переводчиков России «Мир перевода» № 34, 2016 года.
7. «Полезные беседы об английском языке». Серия публикаций в журнале «Speak Out», 2015—2016.
8. Википедия, Гимн Уганды (перевод на русский)Гимн Уганды
9. Подборка стихов для детей в литературно-художественном альманахе «Степная лира». 2017.
10. Фантастическая повесть "Агент «М» (под псевдонимом А. Доков), 2018, ISBN 978-5-99062-246-3.
11. Подборка юмористических произведений (под псевдонимом А. Доков) в сборнике «Смешно подумать», Москва, 2019, ISBN 978-5-6041883-2-3
12. Рассказы в литературном альманахе «Небожители подвала» № 6, Москва, 2019, ISBN 978-5-00095-845-2
13. Подборка стихов и афоризмов в литературно-художественном альманахе «Степная лира» (третий выпуск). 2019.
14. Пьеса "Обратная сторона лжи" (под псевдонимом Алекс Доков), 2019. Размещена в Театральной библиотеке Сергея Ефимова.
15. Рассказ "Знак" в литературном альманахе «Небожители подвала» № 14, Москва, 2019, ISBN 978-5-00095-978-7
16. Рассказы «Ироническая притча о Любви и Свободе», «Два монаха. Современная притча», «Простой вопрос» в литературном альманахе «Небожители подвала» № 15, Москва, 2020, ISBN 978-5-00095-993-0
17.  Подборка рассказов из книги «Истории про Маргошу»: «Первая шутка», «Песенка про Толю», «Шило», «Махан» в литературном альманахе «Небожители подвала» № 16, Москва, 2020,ISBN 978-5-6044202-2-5
18. Подборка рассказов из книги «Истории про Маргошу»: «Бабушки и бабочки», «Мухомор», «Йийийи»  в литературном альманахе «Небожители подвала» № 17, Москва, 2020, ISBN 978-5-6044307-5-0
19. Стихотворения "Мои игрушки" и "Переход" в литературном альманахе «Небожители подвала» № 20, Москва, 2020, ISBN 978-5-00170-038-8
20. Отрывок из романа "Последний сын" в литературном альманахе «Небожители подвала» № 21, Москва, 2020, ISBN 978-5-00170-054-8
21. Отрывок из сюр-повести "Конец Большого Карантина" в литературном альманахе  «Небожители подвала» № 25, Москва, 2020, ISBN 978-5-00170-145-3
22. Конец Большого Карантина, неисторическая сюр-хроника, под псевдонимом Христофор Кальсонов.  Москва, изд."Порт Приписки", 2020,
ISBN 978-5-6045209-7-0
23. Рассказ "Несанкционированная прогулка, или скоротечный конфликт в семье Таракановых" в международном альманахе "Культурное безбрежье" № 2 Самоизоляция, Москва, 2020, ISBN 978-5-7164-0853-1